# Markus Golden
Markus Golden (geboren am 13. März 1991 in St. Louis, Missouri) ist ein ehemaliger US-amerikanischer American-Football-Spieler auf der Position des Outside Linebackers. Er spielte College Football für die University of Missouri und in der National Football League (NFL) für die Arizona Cardinals, die New York Giants und die Pittsburgh Steelers.

## College
Golden besuchte die Highschool in Affton, Missouri, und spielte dort erfolgreich Football als Linebacker sowie als Runningback. Er musste zunächst das Hutchinson Community College in Hutchinson, Kansas, besuchen, bevor er ab 2012 auf die University of Missouri gehen konnte, um College Football für die Missouri Tigers zu spielen. Er war in seinen ersten beiden Jahren für Missouri Ersatzspieler, konnte aber hinter Kony Ealy und Michael Sam in der Saison 2013 mit 55 Tackles, davon 13 für Raumverlust und 6,5 Sacks sowie acht verhinderten Pässen auf sich aufmerksam machen. In der Saison 2014 war Golden Stammspieler und erzielte zehn Sacks, mehr Aufmerksamkeit erhielt allerdings sein noch erfolgreicherer Mitspieler Shane Ray.

## NFL
Golden wurde im NFL Draft 2015 in der zweiten Runde an 58. Stelle von den Arizona Cardinals ausgewählt. Er nahm bereits als Rookie eine größere Rolle in der Defense der Cardinals ein und verzeichnete in 15 Spielen vier Sacks sowie zwei eroberte Fumbles. Zudem kam er in den Play-offs zum Einsatz, in denen Arizona das NFC Championship Game erreichte.
In der Saison 2016 war Golden einer der erfolgreichsten Pass Rusher der NFL, seine 12,5 Sacks waren ligaweit der drittbeste Wert. Zudem verursachte er vier Fumbles. Die Saison 2017 endete für Golden bereits am vierten Spieltag, in der Overtime des Spiels gegen die San Francisco 49ers riss er sich das Kreuzband im rechten Knie. Wegen des Kreuzbandrisses verpasste er die gesamte Saisonvorbereitung sowie die ersten beiden Partien der folgenden Spielzeit. In der Saison 2018 konnte Golden in einer veränderten Defense mit 2,5 Sacks nicht an sein erfolgreiches zweites Jahr in der NFL anknüpfen; unter dem neuen Head Coach Steve Wilks hatten die Cardinals auf eine 4-3 Defense umgestellt.
Nach dem Ende seines Rookievertrags in Arizona unterschrieb Golden einen Einjahresvertrag bei den New York Giants. Die Vertragssumme belief sich auf bis zu 4,75 Millionen US-Dollar, davon waren 2,225 Millionen garantiert. Bei den Giants kam Golden erstmals in allen 16 Partien als Starter zum Einsatz, ihm gelangen zehn Sacks, was Bestwert in seinem Team war. Zudem konnte er am sechsten Spieltag gegen die New England Patriots einen Fumble erobern und daraufhin seinen ersten NFL-Touchdown erzielen. Im August 2020 einigte Golden sich mit den Giants auf einen neuen Einjahresvertrag über 5,1 Millionen US-Dollar, zuvor hatte das Franchise ihn mit einem unrestricted free agent tender belegt, sodass er ab dem 22. Juli mit keinem anderen Team mehr verhandeln konnte. In den sieben Spielen für die Giants erzielte Golden 1,5 Sacks. Anschließend gaben die Giants ihn im Austausch gegen einen Sechstrundenpick an sein voriges Team, die Arizona Cardinals ab.
In den verbleibenden neun Spielen der Saison verbuchte Golden für die Cardinals drei Sacks und eine Interception sowie einen erzwungenen und einen eroberten Fumble. Im März 2021 verlängerte er seinen Vertrag in Arizona für neun Millionen US-Dollar um zwei Jahre. Mit elf Sacks führte Golden sein Team in der Saison 2021 in dieser Statistik an. Vor Beginn der Saison 2022 unterschrieb Golden eine Vertragsverlängerung bis 2023 im Wert von bis zu 6,5 Millionen US-Dollar. In der Spielzeit 2022 gelangen ihm in 17 Spielen lediglich 2,5 Sacks. Am 10. März 2023 wurde Golden von den Cardinals entlassen.
Am 24. Mai 2023 nahmen die Pittsburgh Steelers Golden unter Vertrag. Er erzielte in 16 Spielen vier Sacks. Im August 2024 unterschrieb Golden für die folgende Saison erneut in Pittsburgh. Allerdings entschied er sich nur wenige Tage später am 9. August, seine Karriere zu beenden.

### NFL-Statistiken
| Saison                             | Saison | Spiele | Spiele      | Tackles | Tackles | Tackles | Tackles | Interceptions | Interceptions | Interceptions | Interceptions | Interceptions | Fumbles | Fumbles | Fumbles |
| Jahr                               | Team   | Spiele | als Starter | Gesamt  | Solo    | Ast     | Sacks   | PD            | INT           | Yds           | Lng           | TD            | FF      | FR      | TD      |
| ---------------------------------- | ------ | ------ | ----------- | ------- | ------- | ------- | ------- | ------------- | ------------- | ------------- | ------------- | ------------- | ------- | ------- | ------- |
| 2015                               | ARI    | 15     | 6           | 27      | 20      | 7       | 4,0     | 0             | 0             | 0             | 0             | 0             | 2       | 0       | 0       |
| 2016                               | ARI    | 16     | 3           | 51      | 41      | 10      | 12,5    | 1             | 0             | 0             | 0             | 0             | 4       | 0       | 0       |
| 2017                               | ARI    | 4      | 4           | 11      | 11      | 0       | 0,0     | 0             | 0             | 0             | 0             | 0             | 0       | 0       | 0       |
| 2018                               | ARI    | 11     | 11          | 30      | 25      | 5       | 2,5     | 2             | 0             | 0             | 0             | 0             | 0       | 0       | 0       |
| 2019                               | NYG    | 16     | 16          | 72      | 37      | 35      | 10,0    | 0             | 0             | 0             | 0             | 0             | 0       | 1       | 1       |
| 2020                               | NYG    | 7      | 1           | 10      | 4       | 6       | 1,5     | 1             | 0             | 0             | 0             | 0             | 0       | 0       | 0       |
| 2020                               | ARI    | 9      | 8           | 23      | 13      | 10      | 3,0     | 2             | 1             | 1             | 1             | 0             | 1       | 1       | 0       |
| 2021                               | ARI    | 16     | 5           | 48      | 33      | 15      | 11,0    | 1             | 0             | 0             | 0             | 0             | 4       | 2       | 0       |
| 2022                               | ARI    | 17     | 14          | 48      | 22      | 26      | 2,5     | 0             | 0             | 0             | 0             | 0             | 0       | 0       | 0       |
| 2023                               | PIT    | 16     | 0           | 20      | 14      | 6       | 4,0     | 1             | 0             | 0             | 0             | 0             | 0       | 0       | 0       |
| Gesamt                             | Gesamt | 127    | 68          | 343     | 220     | 123     | 51,0    | 8             | 1             | 1             | 1             | 0             | 11      | 4       | 1       |
| Quelle: pro-football-reference.com |        |        |             |         |         |         |         |               |               |               |               |               |         |         |         |